# Tương tác thuốc của Isoniazid
Những người uống isoniazid và acetaminophen có nguy cơ nhiễm độc acetaminophen. Isoniazid được cho là tạo ra một lượng lớn enzyme gan khiến acetaminophen được chuyển hóa thành dạng độc. 
Isoniazid làm giảm sự trao đổi chất của carbamazepine, do đó làm chậm quá trình giải phóng khỏi cơ thể. Những người dùng carbamazepine nên theo dõi nồng độ carbamazepine của họ và, nếu cần thiết, cần điều chỉnh liều của họ cho phù hợp. 
Có thể isoniazid có thể làm giảm nồng độ ketoconazole trong huyết thanh sau khi điều trị lâu dài. Điều này được thấy với việc sử dụng đồng thời rifampin, isoniazid và ketoconazol. [30]
Isoniazid có thể làm tăng lượng phenytoin trong cơ thể. Liều phenytoin có thể cần phải được điều chỉnh khi dùng với isoniazid. 
Isoniazid có thể làm tăng nồng độ theophyllin trong huyết tương. Có một số trường hợp của theophylline làm chậm việc loại bỏ isoniazid. Cả hai mức theophylline và isoniazid đều cần được theo dõi. 
Mức valproate có thể tăng khi uống cùng với isoniazid. Mức độ valproate cần được theo dõi và liều lượng của nó được điều chỉnh nếu cần thiết.